# Bel genocid
Bel genocidje  množično priseljevanje, rasna integracija, splavi in podobno vzpodbujajo v večinsko belih državah z razlogi zamenjave ali odstranitve bele populacije – to bi naj povzročilo izumrtje belcev. Teorija je povezana z ideologijami večvrednosti bele rase, neonacizma in skrajne desnice.